# 金牛座V830b
金牛座V830b（V830 Tau b）是一顆環繞年輕的金牛T星金牛座V830的太陽系外行星，距離地球約427光年（131秒差距），在天球上位於金牛座。該行星因為不可思議地年輕（年齡約200萬年）而受到矚目。

## 特徵

### 軌道與質量
金牛座V830b的軌道週期只有4.93日，因此它距離母恆星只有0.057天文單位；相當於水星與太陽距離的七分之一。她的質量大約是木星的77%。並因為它極為靠近母恆星，被歸類為熱木星。

### 母恆星與年齡
母恆星金牛座V830是一顆金牛T星，質量與太陽大約相同，但半徑卻是太陽的2倍。該恆星的表面溫度為4250 ± 50 K，太陽則是5778 K。金牛座V830的年齡大約只有2百萬年，是極為年輕的恆星（太陽年齡46億年）。它尚未完全進入主序星階段，因此它的體積仍相當蓬鬆，即使它的質量與太陽大約相等。根據其質量可估計它的壽命大約為100億年，與太陽相當。

## 發現

### 意義
在金牛座V830b發現以前，已發現最年輕的系外行星是年齡約500到1000萬年的K2-33b，並且沒有如此年輕且極為接近母恆星的例子。金牛座V830b和K2-33b的發現證明極為靠近母恆星的氣體巨行星的形成與遷移可在數百萬年內發生。並且證實行星與原行星盤的交互作用是形成年輕熱木星的最可能機制。